# Huon de Bordeaux
Pour les articles homonymes, voir Huon.
Huon de Bordeaux est une chanson de geste anonyme de plus de 10 000 vers à l'origine, datant de la fin du XIIIe siècle ou du début du XIVe. Bien que l'œuvre fasse partie du Cycle de Charlemagne, le thème a une grande influence fantastique : le monde féerique envahit le poème. Le récit fait en particulier intervenir le nain Obéron (Auberon), aux pouvoirs surnaturels.
L'œuvre a fait l'objet en 1898 d'une publication en français modernisé et en prose, due à l'académicien Gaston Paris. Cette édition a elle-même fait l'objet en 2016 d'une réimpression par Hachette Livre, dans le cadre d'un partenariat avec la Bibliothèque nationale de France.

## Argument
(Les intertitres sont ceux de Gaston Paris dans l'édition de 1898).

### Prologue
Le prologue présente Auberon, un important personnage de l'histoire : fils de Jules César et de Morgue, reine des fées d'Avalon. Il ne mesure que trois pieds de haut, mais est de corps et de visage le plus bel homme que la Terre ait jamais porté, ainsi que le plus vertueux. Il réside en la forêt de Monmur, où le rencontrera Huon au cours de sa quête.

### Première partie

#### La cour de Charlemagne
Lors de la fête de la Pentecôte, le roi Charles a réuni tous ses gens, ainsi que les pairs du royaume. Leur nombre est normalement de douze, mais le dernier, le jeune Huon de Bordeaux, brille par son absence. Plusieurs chevaliers s'en font la remarque, et un calomniateur le fait remarquer au roi. Celui-ci venait d'annoncer à sa cour qu'il se retirait du pouvoir en faveur de son fils et héritier, Charlot, qu'il considère comme un incapable car il suit les conseils des traîtres, mais qui est néanmoins son seul successeur légitime. Malgré les protestations de la Cour, et notamment de son conseiller le fidèle Nayme, Charles décide d'abdiquer.
Amaury, le traître de l'histoire, s'avance ensuite pour calomnier Huon, qui est absent. Charles décide d'envoyer des messagers à Bordeaux pour sommer le chevalier de venir séance tenante. Ils sont accueillis par la mère de Huon, celui-ci et son frère cadet, Gérard ; les deux fils acceptent de se rendre auprès du roi, et font leurs préparatifs.

#### Le guet-apens
Pendant ce temps, Amaury convainc Charlot que son royaume est en danger, car Huon veut le lui prendre. L'héritier, affolé, devance Huon sur sa route et le provoque en duel, sous une autre identité. L'héritier de Charles meurt dans le combat, ce dont se réjouit Amaury (qui regardait depuis un buisson proche), qui prévoit de faire mourir dans l'année le roi pour lui succéder. Ramassant son cadavre, il suit à distance Huon, qui le précède auprès du roi.

#### Le combat judiciaire
Arrivé à la Cour, le jeune pair annonce au roi qu'un félon le suit en rapportant le cadavre d'un chevalier qu'il a abattu en duel légitime, et qu'il ignore son identité mais demande pardon d'avance au roi pour ce meurtre. Charles, confiant, lui promet sa rédemption, jusqu'à ce qu'il comprenne que le cadavre n'est autre que celui de son fils. Malgré toutes les preuves et la bonne foi d'Huon, des témoins dignes de confiance (l'abbé de Cluny, qui accompagnait Huon et a tout vu), Charles cède à la colère et maudit le meurtrier.
Huon et Amaury sont amenés à se battre en duel, pour voir qui aura raison ; Charles propose cependant une clause supplémentaire : le vaincu (qui de fait sera reconnu menteur) devra avoir avoué sa faute avant de mourir, ou le vainqueur ne récupérera jamais ses terres. Le duel a lieu, et Huon a l'avantage ; mais Amaury tente de lui porter un coup félon, et Huon pour se défendre est obligé de le décapiter.

#### La sentence
Charles considère donc que sa clause n'a pas été respectée, et qu'Huon ne retrouvera jamais ses terres. Le jeune chevalier supplie, propose ses services tant et si bien que le roi le bannit, l'envoyant effectuer une quête relevant de l'impossible : il doit aller à Babylone, au palais du roi Gaudisse (dont aucun des douze messagers l'ayant précédé n'est revenu) ; lors du repas, armé des pieds à la tête, il doit décapiter le premier homme qu'il verra en entrant dans la salle, quel que soit son rang ; aller vers la fille de Gaudisse, Esclarmonde, et lui donner trois baisers au vu et au su de toute la salle ; puis présenter à l'émir et toute la Cour l'ordre du roi de France de devenir ses vassaux ; puis il doit récupérer les moustaches blanches de Gaudisse et quatre molaires. Tout ceci doit être accompli sans qu'aucun chrétien ne l'ait aidé à traverser la mer Rouge, et s'il parvient à venir à bout de sa quête, il lui faut revenir ramener tout ceci (témoignages de son voyage et preuves de la réussite de sa quête, les objets demandés) sans être repassé par ses terres de Bordeaux.

### Deuxième partie

#### Le voyage
Huon part pour son voyage. Apprenant la disgrâce et le sort de son fils aîné, la mère d'Huon meurt de chagrin ; Gérard, le cadet, devient le maître des possessions de son frère et abuse de son nouveau pouvoir : il dépouille bourgeois et chevaliers, prive les orphelins de leurs héritages et réduit la rente des veuves ; puis il épouse la fille d'un traître, et prétend devenir pair à la place d'Huon, mais Nayme s'y oppose.
Huon passe par Rome, où il reçoit l'absolution du pape ; celui-ci lui conseille de se rendre à Brindisi trouver Garin de Saint-Omer, leur cousin à tous deux. Celui-ci donne au jeune chevalier vivres et bateaux, et décide de l'accompagner dans sa quête, en mémoire de son père, Seguin de Bordeaux, qu'il aimait beaucoup. Toute la troupe continue le voyage, et fait escale à Jérusalem, passe en Femenie et par le pays des Coumans, puis en terre de Foi. Ensuite, ils arrivent sur une terre désolée, où ils rencontrent un homme qui leur saute dans les bras, entendant leur salutation chrétienne : il se nomme Gériaume, il est le frère du prévôt Guiré (à qui Huon a confié les clés de Bordeaux en partant), et voilà trente ans qu'il n'a pas croisé de chrétiens sur sa route. Ayant tué un chevalier en duel dans sa prime jeunesse, il a été sommé de faire un pèlerinage au Saint-Sépulcre pour laver sa faute ; sur le chemin du retour, il a été capturé par des Sarrasins et des Esclavons, qui l'ont jeté en prison. Depuis il erre, mais connaît mieux que personne le pays et sa langue, ses coutumes, ses légendes : il devient donc leur guide, en souvenir du père d'Huon qu'il a beaucoup aimé de son vivant.

#### Auberon
Traversant une forêt, les voyageurs rencontrent Auberon : Gériaume conseille de ne pas lui adresser la parole et de s'enfuir à toutes jambes pour ne pas tomber dans son piège. Auberon les poursuit sans relâche, jusqu'à ce qu'Huon se décide à lui répondre ; le petit roi leur offre alors l'hospitalité, rassasiant leurs estomacs affamés, et offrant à Huon des cadeaux magiques : le premier est un hanap d'or, qui reste vide pour tout félon le tenant, mais reste rempli pour tout homme au cœur pur ; le second est un cor d'ivoire, qu'Huon n'aura qu'à sonner pour qu'interviennent Auberon et son armée invincible. Cependant, Auberon impose à Huon deux difficultés : il ne doit sonner le cor qu'en cas d'extrême nécessité, et ne doit pas prononcer le moindre mensonge. S'il désobéit à l'une (ou aux deux) de ces clauses, il perdra son amitié.

#### Le seigneur de Tormont
Les voyageurs continuent leur route, mais Huon succombe à la vanité et sonne du cor à mauvais escient ; Auberon arrive et le réprimande. Après les excuses de son protégé, il se radoucit et lui défend de passer par la cité de Tormont où règne Dudon, un chrétien ayant abjuré sa foi pour la religion des Sarrasins ; il fait tuer tous les chrétiens qui s'aventurent dans sa ville. Auberon promet également à Huon que bien des maux l'attendent dans sa quête, qu'il ne fera pas sans douleur. Huon et ses gens font néanmoins escale à Tormont, où un serviteur, comprenant à leur salut qu'ils sont chrétiens, les conduit chez son maître, le prévôt Hondré, lui aussi chrétien. Huon organise chez son hôte un somptueux banquet, auquel sont invités tous les fous, les ménestrels et les bambocheurs de la ville, à une table où toute la nourriture de Tormont sera servie.
L'intendant de Dudon est fâché, car il ne trouve nulle part de la nourriture pour son maître ; pour résoudre le mystère, celui-ci se rend chez Hondré, où il fait la connaissance d'Huon, qui n'est autre que son neveu. Feignant de se réconcilier avec lui et de s'extasier devant le hanap d'or que Huon arbore fièrement, il l'invite chez lui pour tenter de le faire assassiner. Dudon est chassé de son palais par certains de ses gens se rebellant contre sa félonie, mais il assiège son propre palais qu'occupent Huon et ses sauveurs. Huon sonne cependant de son cor et Auberon accourt ; Dudon, vaincu, est décapité par Huon. À la suite de cette victoire, le roi-fée interdit de nouveau à son protégé de passer par une ville, cette fois celle de Dunostre, dans laquelle règne l'Orgueilleux, un géant que lui-même n'a pu vaincre, malgré tous ses pouvoirs.

#### Le château du géant
Huon fait escale à Dunostre, château gardé par des automates ne laissant entrer personne. Aidé par Sebille, une Française prisonnière du château, le chevalier parvient cependant à franchir la porte et surprend le géant dans son sommeil et le bat en duel ; sur son cadavre il récupère un anneau, qu'il se passe au bras. Mais il doit laisser là ses amis, car il va bientôt traverser la mer Rouge, et doit le faire sans l'aide de chrétiens.

#### Le message
C'est Malabron, l'homme lige d'Auberon, transformé en génie de la mer, qui la lui fait traverser sur son dos.
Arrivé à Babylone, Huon est arrêté au premier pont du château, où on lui promet la mort s'il est chrétien, et la vie s'il est païen ; Huon ment et se prétend païen ; Auberon le sent et lui retire son amitié. Cependant, il reste encore plusieurs ponts à traverser, où chaque portier demande au Français d'où il vient ; ne réitérant pas son erreur, Huon choisit plutôt de montrer l'anneau de l'Orgueilleux qu'il porte au bras, et qui est ici le maître de toute chose, y compris de l'émir ; c'est donc un laissez-passer imparable, et tous le prennent pour un envoyé du géant. Après s'être attardé devant une fontaine qui lui a fait momentanément perdre la mémoire et le souvenir de sa quête, Huon pleure sur son sort et appelle de son cor son protecteur ; mais celui-ci, toujours fâché du mensonge du chevalier, ne répond pas à son appel.
Entré dans la salle du banquet, Huon accomplit la première phase de sa mission : il tue un émir tout proche, promis à Esclarmonde et embrasse trois fois celle-ci, qui tombe amoureuse du chevalier. Son père envoie toutes ses légions sur lui ; mais avisant l'anneau de l'Orgueilleux, il se ravise et lui promet une soumission absolue. Lorsque Huon révèle qu'il a obtenu le bijou en tuant son ancien propriétaire, l'émir le fait saisir, le dépouille de ses objets magiques et le jette en prison. Comme c'est jour de la Saint-Jean, les exécutions sont interdites ; Huon sera donc gardé vivant et en bonne santé pendant un an, jusqu'à la prochaine Saint-Jean, où il devra se battre en duel contre le champion de l'émir pour gagner sa liberté, ou mourir.

#### Esclarmonde
Esclarmonde rend visite à Huon dans sa cellule et lui demande de s'unir à elle, mais le Français refuse à cause de leurs religions divergentes ; pour se venger, elle décide de l'affamer. Trois jours plus tard, elle revient et lui demande de l'emmener avec lui s'il s'enfuit, ce que Huon accepte ; alors, elle lui donne à manger en abondance, mais fait croire à son père que le Français est mort de faim dans sa cellule, ce que regrette l'émir.
Pendant ce temps, les compagnons de Huon sont toujours à Dunostre. Un jour, un bateau de Sarrasins accoste pour apporter leur tribut à l'Orgueilleux ; les Français les attaquent et récupèrent le navire, puis partent à la recherche de Huon. Le rusé Gériaume parvient à leur faire franchir les ponts de Babylone car il connaît bien la langue sarrasine, et se fait passer pour le fils de l'émir Yvorin, frère de Gaudisse, amenant en otage douze Français ; mais son prétendu oncle lui apprend qu'un autre Français est mort dans ses geôles, le jeune Huon, ce qui attriste beaucoup Gériaume et les compagnons du jeune exilé. Esclarmonde prend cependant Gériaume à part, et lui révèle son secret, à savoir que Huon n'est pas mort, et qu'il est au contraire bien vivant dans sa cellule, où il mange à satiété.

#### La délivrance
Plus tard, un géant fait son apparition à Babylone : il s'appelle Agrapart. C'est le frère du défunt Orgueilleux, et il vient réclamer sa succession comme maître de Gaudisse. Pour cela, il propose un duel entre lui-même et le champion de l'émir. Personne n'osant affronter le terrible géant, Esclarmonde révèle à son père la supercherie et propose Huon comme champion. Celui recouvre tous ses objets magiques, abjure ses fautes et sent que la confiance d'Auberon a été restaurée : il part donc confiant affronter le géant, et le bat. Le vaincu accepte de devenir l'homme lige de Gaudisse. Celui-ci honore Huon, mais il refuse de se convertir, ce que regrette Huon qui sonne le cor d'Auberon : celui-ci lui vient en aide, et le héros décapite l'émir, récupérant moustache blanche et molaires demandées par le roi Charles, qu'il met par magie dans le flanc de Gériaume pour qu'elles soient en sécurité. Le jeune chevalier s'apprête donc à rentrer, couronné de succès, mais Auberon le met en garde : il prend avec lui Esclarmonde, qui est belle et vertueuse, mais ne doit s'unir à elle qu'après la bénédiction de leur union par le pape à Rome.

#### La faute
Sur le chemin du retour, Huon désobéit et s'unit à Esclarmonde ; une tempête surgit alors, et leur bateau fait naufrage. Les deux amants atterrissent sur une île déserte. Recueillis par des pirates, Esclarmonde est reconnue comme la fille du frère de l'émir Yvorin, et donc la responsable de la mort de son père Gaudisse. Ils l'emmènent pour la livrer à son oncle, et abandonnent Huon ligoté sur son île. Les pirates font escale à Aufalerne, chez l'émir Galafre, qui s'éprend de la jeune fille et fait assassiner ses geôliers pour pouvoir l'épouser. Pour ne pas trahir Huon, Esclarmonde fait croire à son époux qu'elle ne peut s'unir à lui avant trois ans, car la maladie et une promesse faite à Mahomet l'en empêchent. Galafre, patient et amoureux, décide d'attendre. Cependant un des pirates a réchappé de l'aventure, et court chez l'émir Yvorin lui conter la situation ; celui-ci décide d'attaquer son vassal. 
Mais pendant ce temps, Huon est toujours enchaîné sur son île. Malabron est envoyé pour lui venir en aide, et lui fait traverser la mer, lui promettant d'aller récupérer ses objets qui sont au fond de la mer.

#### La détresse
Huon cependant a trop de ressentiment envers Auberon, qu'il juge responsable de ses malheurs : il décide de le renier, en faisant ce que bon lui semble, mentir par exemple. Se faisant passer pour un Africain du nom de Garinet, il entre au service d'un ménestrel reconnu du pays, qui se rend à Monbrant, chez Yvorin, chercher du travail.

#### La réunion
L'émir part affronter son vassal, et Huon lui propose ses services, et part pour Aufalerne. Là-bas, le neveu de l'émir Galafre, Sorbrun, propose un duel au champion d'Yvorin pour réduire la guerre à une moindre effusion de sang. Huon se propose, et bat le neveu, puis accomplit des exploits dans la bataille qui s'ensuit, et a une grande part dans la victoire de l'émir Yvorin, qui le célèbre.
De leur côté, Gériaume et les compagnons de Huon ont essuyé tant bien que mal la tempête, et atterrissent à Aufalerne, où l'émir fait peu de cas de leur religion, en échange de leurs services dans la guerre qui l'oppose à Yvorin. Gériaume accepte un duel contre le champion d'Yvorin, ignorant qu'il s'agit de Huon jusqu'à ce qu'une parole de désespoir le trahisse ; les deux amis tombent alors dans les bras l'un de l'autre, et s'enferment avec leurs compagnons dans la ville, laissant dehors tous les Sarrasins, qui s'unissent contre les Français enfermés dans Aufalerne. Yvorin décide alors de se venger sur le ménestrel de la trahison de Huon ; celui-ci implore à l'aide son ancien serviteur, qui prend les armes et sort de la ville avec ses amis affronter les Sarrasins. Mais la partie est inégale, et les Français se réfugient bientôt dans la ville ; l'un d'entre eux, Garin de Saint-Omer, reste cependant piégé à l'extérieur des murs et il est massacré par les assiégeants.

### Troisième partie

#### Le retour
Les Français attendent un signe du ciel pour sortir de cette impasse : arrive alors un bateau chrétien qui accoste au port d'Aufalerne, rempli de Français, dont le prévôt Guiré, frère de Gériaume et ami d'Huon. Tous embarquent et font voile, emportant richesses et vivres, et les Sarrasins attaquent la ville, pour découvrir qu'elle est vide !
Les Français repassent par Brindisi annoncer à la veuve Saint-Omer la mort de Garin, puis vont à Rome où Huon célèbre son mariage avec Esclarmonde, béni par le pape. Revenu en France, Huon fait escale à l'abbaye Saint-Maurice-des-Prés, et fait avertir son frère Gérard de son retour.

#### La trahison
Gérard, sachant qu'il sera dépouillé de tous les biens qu'il a acquis après l'exil de Huon, fomente un complot contre lui : allant à sa rencontre, il l'aborde chaleureusement, lui fait raconter sa quête et lui demande où sont les objets demandés par Charles. Le lendemain matin, prenant la route de Paris, il se dispute avec son frère au détour d'un sentier : c'est le signal convenu avec un traître pour que les hommes de ce dernier attaquent Huon. Celui-ci est fait prisonnier, Gériaume est mutilé, les objets volés et les compagnons de route tués sur place. Puis Gérard s'en va à Paris conter au roi qu'il a fait attraper son frère Huon, de retour d'Orient sans la moustache et les molaires de Gaudisse et passé par Bordeaux alors qu'il n'en avait pas le droit. Nayme doute des paroles de Gérard, et propose au roi de laisser Huon donner sa version des faits devant toute la Cour.

#### Le jugement
Le roi se rend donc à Bordeaux, où Huon raconte son aventure et montre ses preuves (Esclarmonde, la blessure de Gériaume, etc.), et le roi pour plaire à Nayme lui accorde un procès. Les barons tentent de défendre Huon, de gagner du temps, mais la décision de Charles est irrévocable : Huon est revenu sans les objets demandés, il doit donc mourir. Esclarmonde jure de renier la religion chrétienne qu'elle a adoptée à Rome si Huon ne s'en sort pas, provoquant la pitié de tous ; Auberon, de son côté, pleure sur son protégé, dont la situation est plus que désespérée.

#### Auberon à Bordeaux
Auberon décide de venir en aide à Huon, et apparaît avec faste dans la salle principale du château de Huon, où sa présence effraie et étonne toute l'assemblée. Il présente le hanap magique à toute l'assemblée, et seuls les êtres purs peuvent y boire : Esclarmonde, Huon et Nayme, il reste vide devant les lèvres de tous les autres, dénoncés ainsi pour leur manque de vertu. Le roi-fée sermonne alors Charlemagne, et convoque Gérard, qui avoue sa faute mais cherche à s'enfuir ; faisant apparaître les objets que son frère avait volés à Huon, Auberon fait apparaître un grand gibet où Gérard et le traître qui l'a aidé se retrouvent pendus l'instant d'après.
Charles accepte finalement de rendre son héritage à Huon, qui souhaite plutôt le laisser à Gériaume, en remerciement de ses services ; Auberon propose en échange à Huon de lui céder son royaume, où le héros et son épouse Esclarmonde règneront. La chanson s'achève sur une grande fête, et une prière à Dieu d'accorder valeur et honneur à tous les hommes de bien agissant en son nom.

## Éditions et continuations
La chanson de geste qui nous est parvenue (dans trois manuscrits plus ou moins complets et deux courts fragments) comporte 10 553 vers décasyllabiques répartis en 91 laisses assonancées. La datation de l'œuvre est incertaine, mais on retient généralement les années 1216 et 1268 comme terminus post quem and terminus ante quem.
Grâce à son succès, la chanson a engendré six continuations et un prologue qui triple sa longueur:
- Le Roman d'Aubéron: le manuscrit de Turin du roman (le seul manuscrit qui contienne toutes les continuations) renferme la seule version de ce prologue du XIVe siècle qui prend la forme d'un roman distinct d'Aubéron. Il n'existe aucune version en prose[4].
- Huon roi de Féerie
- La Chanson d'Esclarmonde
- La Chanson de Clarisse et Florent
- La Chanson d'Yde et d'Olive
- La Chanson de Godin: le manuscrit de Turin contient la seule version de cette continuation du XIIIe ou XIVe siècle. Il n'en existe aucune version en prose[5]. Ce manuscrit renferme également le Roman des Lorrains, un abrégé de 17 lignes d'une autre version de l'histoire, dans laquelle Huon devrait son exil au fait d'avoir assassiné un comte dans le palais de l'empereur.
- Le Roman de Croissant

Le poème et la plupart de ses continuations sont reprises en alexandrins en 1454 (un seul manuscrit connu). Bien qu'il n'existe aucun manuscrit de la version en prose du  XVe siècle, cette rédaction a servi de base au texte imprimé dans les éditions du XVIe siècle (11 éditions connues), la plus anciennes connue étant celle de Michel le Noir, parue en 1513. L'œuvre a été réimprimée dix fois au XVIIe siècle, huit fois au XVIIIe et quatre fois au XIXe (notamment dans une adaptation en français moderne joliment imprimée et illustrée  par les soins de Gaston Paris (1898).
En Angleterre, le roman a connu une certaine vogue grâce à la traduction, vers 1540, de John Bourchier, Baron Berners, sous le titre de Huon of Burdeuxe, grâce auquel Shakespeare a pu connaître la chanson de geste française. Dans le journal de Philip Henslowe, on trouve une note indiquant qu'une pièce intitulée Hewen of Burdocize a été jouée le 28 décembre 1593. Une version théâtrale du récit a été mise en scène à Paris par la Confrérie de la Passion en 1557. Enfin, Christoph Martin Wieland s'est inspiré du texte pour son poème épique Oberon, composé en 1780, dans lequel Huon devient l'amant de Rezia/Amanda, la fille du Sultan. 
En 1922 à Paris, une pièce de théâtre est tirée de cet argument par Alexandre Arnoux et publiée chez Crès. Elle est créée l'année suivante au Théâtre de l'Atelier par Charles Dullin. Antonin Artaud y compose Charlemagne et sa compagne Génica Athanasiou la princesse Esclarmonde, entourés de Vital Geymond en Charlot, Louis Allibert en Huon et Orane Demazis en Oberon. La pièce est reprise en 1953 par Georges Douking.
Plus récemment, Andre Norton a repris le récit dans une version en prose anglaise intitulée Huon of the Horn, publiée chez Harcourt, Brace and Company en 1951, œuvre que l'on considère comme son premier roman de fantasy.

## Sources historiques
Le personnage de Charlot dans l'histoire a été identifié par Auguste Longnon comme étant Charles l'Enfant, l'un des fils de Charles le Chauve et d'Ermentrude d'Orléans. Charles l'Enfant est mort en 866 des suites de blessures infligées par un certain Aubouin dans des circonstances très semblables à celles racontées dans le roman. Le parrain d'Huon pourrait certainement être Seguin II, qui était comte de Bordeaux sous Louis le Pieux en 839 et qui est mort au combat contre les Vikings six ans plus tard. Huon lui-même s'inspire probablement d'Hunald Ier, duc d'Aquitaine au 8e siècle, qui fut vaincu par le père de Charlemagne.

### Édition et traduction
- Huon de Bordeaux (édition bilingue), éd. par Pierre Ruelle, Université libre de Bruxelles, 1960, 497 p.
- Huon de Bordeaux, éd. et trad. William W. Kibler et François Suard, Slatkine, 2003  (ISBN 978-2745309150)
- Gaston Paris, Aventures merveilleuses de Huon de Bordeaux, pair de France, et de la belle Esclarmonde, ainsi que du petit roi de féerie Auberon, Hachette Livre BNF, 2016 (reproduction de l'édition originale de 1898)  (ISBN 978-2014431605)

### Études
- Julien Bellarbre, « La "nation" aquitaine dans l’historiographie monastique du sud de la Loire (VIIIe – XIIe siècles) », Revue de l'IFHA, 6 (2014)
- Caroline Cazanave, D'Esclarmonde à Croissant : Huon de Bordeaux, l'épique médiéval et l'esprit de suite, Presses universitaires de Franche-Comté, 2008  (ISBN 978-2848672137)
- Caroline Cazanave, « Huon de Bordeaux au théâtre : les temps modernes », Études médiévales, revue publiée par Danielle Buschinger, n° 1, 1999, p. 85-100.
- Caroline Cazanave, «  Huon de Bordeaux à la sauce enfantine », Grands textes du Moyen Age à l’usage des petits, édité par Caroline Cazanave et Yvon Houssais, Presses universitaires de Franche-Comté, 2010, https://doi.org/10.4000/books.pufc.42052.
- C. S. Lewis, English Literature in the Sixteenth Century, Excluding Drama, Oxford, Oxford University Press, 1954
- Michel J. Raby, dir., Le Huon de Bordeaux en prose du XVe siècle, New York, Lang, 1998  (ISBN 0820433012)